# Авхадиев, Фарит Габидинович
Фарит Габидинович Авхадиев (родился 20 августа 1947, деревня Чембулат, Кзыл-Юлский район, ТАССР, РСФСР, СССР) — математик, доктор физико-математических наук, профессор Казанского государственного университета.

## Биография
Родился 20 августа 1947 года в деревне Чембулат Кзыл-Юлского района ТАССР (сейчас входит в Атнинский район Республики Татарстан) в татарской учительской семье.
В 1964 году поступил и в 1969 году окончил с отличием механико-математический факультет Казанского государственного университета.
После защиты в 1972 году кандидатской диссертации уехал преподавать математику в Алжир. Владеет татарским, французским и английским языками.
После возвращения в Казань поступил на работу в НИИ математики и механики имени Н. Г. Чеботарёва при Казанском государственном университете:
- младший научный сотрудник,
- старший научный сотрудник (с 1976 года),
- заведующий отделом математического анализа (с 1993 года),
- профессор (с 2006 года),
- заведующий кафедрой теории функций и приближений (с 2008 года).

## Научная деятельность
Кандидат физико-математических наук с 1972 года. Тема кандидатской диссертации «Некоторые достаточные условия однолистности и их применение к обратным краевым задачам», научный руководитель — Леонид Александрович Аксентьев.
Доктор физико-математических наук с 1991 года. Тема докторской диссертации «Геометрические свойства конформных и локально квазиконформных отображений с заданным граничным поведением».
Научные интересы:
- геометрическая теория функций комплексного переменного;
- краевые задачи для аналитических функций;
- изопериметрические неравенства математической физики.

В 1995 году решил задачу Сен-Венана о геометрическом эквиваленте коэффициента жесткости кручения.
Разработал методы исследования геометрии конформных отображений и их приложений в краевых задачах механики сплошных сред.
Главный редактор журнала «Известия вузов. Математика».

## Награды, премии, почётные звания
Почётная грамота Министерства высшего и среднего специального образования СССР (1984).
Премия первой степени в конкурсе на лучшую научную работу учёных Казанского государственного университета (1984).
Медаль «За трудовое отличие» (1986).
Премия имени Х. М. Муштари Академии наук Республики Татарстан (2004).
Заслуженный деятель науки Республики Татарстан (2004).
Почётная грамота Министерства образования и науки Российской Федерации (2011).
Заслуженный профессор Казанского университета (2017).

## Публикации
- “Решение обобщенной задачи Сен-Венана”, Матем. сб., 189:12 (1998), 3–12; англ. пер.: “Solution of the generalized Saint Venant problem”, Sb. Math., 189:12 (1998), 1739–1748.
- Конформные отображения и краевые задачи, Изд-во Казанский фонд “Математика”, Казань, 1996, 216 с.
- Конформно инвариантные неравенства, Изд-во Казанского университета, Казань, 2020.